# Jerzy Markiewicz (dyplomata)
Jerzy Markiewicz (ur. 3 stycznia 1934, zm. 16 listopada 2022) – polski dyplomata, ambasador w Indonezji (1972–1976).

## Życiorys
Jerzy Markiewicz pochodził z rodziny chłopskiej. Studiował na Wydziale Morskim Wyższej Szkoły Ekonomicznej w Sopocie (WSE), uzyskując tytuł magistra w 1958. Działał w Związku Młodzieży Polskiej, Związku Młodzieży Socjalistycznej i Zrzeszeniu Studentów Polskich (ZSP). Był przewodniczącym Rady Uczelnianej ZSP WSE i przewodniczącym Rady Okręgowej ZSP w Gdańsku, a w latach 1961–1963 wiceprzewodniczącym Rady Naczelnej ZSP. W 1964 rozpoczął pracę w Ministerstwie Spraw Zagranicznych. Wchodził w skład Międzynarodowej Komisji Nadzoru i Kontroli w Wietnamie. Był radcą w Ambasadzie w Helsinkach (1970–1971), sekretarzem Światowej Rady Pokoju. W latach 1972–1976 pełnił funkcję ambasadora w Indonezji, akredytowanego także w Malezji.
Pochowany został na cmentarzu Doły w Łodzi.